# Jan Mikulášek
Jan Mikulášek (* 9. října 1978 Zlín) je český divadelní režisér.

## Životopis
Narodil se ve Zlíně do herecké rodiny (jeho otcem byl herec Ondřej Mikulášek, matkou Marcela Mikulášková, rozená Večeřová). Studoval na Akademickém gymnáziu v Brně, poté byl přijat na Janáčkovu akademii múzických umění (obor činoherní režie), kde ale strávil pouhé tři roky; nejdříve pod vedením Petera Scherhaufera a poté Zbyňka Srby. Už při studiích byl výraznou režisérskou osobností, zazářil např. s inscenacemi Yepeto, Macbeth, později v Divadle Polárka s Brechtovou inscenací Přelet přes oceán (2001 – poté se stal uměleckým šéfem tohoto divadla) a v neposlední řadě dramatizací a režií Stevensova Klubu sebevrahů. Za svého působení v Divadle Polárka z něj spolu s některými svými stejně smýšlejícími vrstevníky vytvořil sledovanou alternativní scénu, která se orientovala především na autorskou tvorbu pro široké spektrum diváků.
Mimo hostování např. v Karlových Varech (Letní sníh) či Hradci Králové pravidelně spolupracuje s Národním divadlem moravskoslezským v Ostravě (z tamějších inscenací např. Caligula – na pozvání Juraje Deáka; tato inscenace započala Mikuláškovu režijní dráhu v Ostravě, Herkules a Augiášův chlév, Fantom Morrisvillu, Heda Gablerová, Oidipus či Gottland). Zároveň několik let působil v Divadle Petra Bezruče jako umělecký šéf. Zde režíroval Story, Tři sestry, Čtyři vraždy stačí, drahoušku, Zběsilost v srdci, Divokou kachnu, Noc bláznů, Evžena Oněgina, 1984 a Na větrné hůrce. Kromě ostravských divadel hostoval Jan Mikulášek např. v Divadle Husa na provázku, ve zlínském divadle ad. Byl i kmenovým režisérem činohry Národního divadla v Brně.
V současnosti patří k nejžádanějším divadelním režisérům. Kromě režie se věnuje i skládání scénické hudby a co se týče scénografie, často tvoří v tandemu s Markem Cpinem, spolužákem z JAMU. Mikuláškovy inscenace bývají velmi výtvarně výrazné (proto se mu občas přezdívá „režisér působivých obrazů“), typická je ironizace a pootáčení původního významu replik nebo filmový střih.

## Seznam inscenací
Divadlo Petra Bezruče
- Na větrné hůrce
- Divoká kachna
- 1984
- Noc bláznů
- Evžen Oněgin
- Čtyři vraždy stačí, drahoušku
- Zběsilost v srdci
- Tři sestry
- Story

Národní divadlo moravskoslezské
- Gottland
- Oidipus
- Heda Gablerová
- Fantom Morrisvillu
- Sladký život
- Caligula
- Herkules a Augiášův chlév
- Královna Margot

Národní divadlo Brno
- Zlatá šedesátá (2013)
- Gurmáni (2013)
- Nenápadný půvab buržoazie (2012)
- Europeana. Stručné dějiny dvacátého věku (2011)
- Elementární částice (2010)
- Korespondence V+W (2010)
- Král Jan (1999 - asistent režie)
- Krvavá svatba (2007)
- Past na myši (2004)

Divadlo Husa na provázku
- Višňový sad
- Doktor Faustus
- Hamlet
- To léto (inscenační črta)
- Trapná muka

Divadlo v Dlouhé
- Láska a peníze
- Macbeth

Divadlo Polárka
- Flying fool
- Schůzky s Ezopem
- Klub sebevrahů
- Divočina mezi sametovými závěsy
- Sólo pro jeden dech
- Huckleberry Finn
- Archandělé nehrají biliár
- Pták Ohnivák a liška Ryška
- Tři medvědi a babka Chňapka

Městské divadlo Zlín
- Charlie ve světlech moderní doby (Jan Mikulášek je autorem této hry)

Moravské divadlo Olomouc
- Merlin aneb Pustá zem (2005)

Klicperovo divadlo
- Tichá hrůza (2003)

Karlovarské městské divadlo
- Letní sníh

Dejvické divadlo
- Karel František Tománek: KAFKA ´24 (2014) [1]

Divadlo Na zábradlí
- Thomas Bernhard: Mýcení (Holzfällen), překlad Marek Nekula, adaptace a režie Jan Mikulášek, 2018.
- Lev Nikolajevič Tolstoj: Vzkříšení (2023)[2]